# Schiedea hawaiiensis
Schiedea hawaiiensis är en nejlikväxtart som beskrevs av Wilhelm B. Hillebrand. Schiedea hawaiiensis ingår i släktet Schiedea och familjen nejlikväxter. Inga underarter finns listade i Catalogue of Life.